# Монторзи Вале (Беневенто)
Монторзи Вале је насеље у Италији у округу Беневенто, региону Кампанија.
Према процени из 2011. у насељу је живело 236 становника. Насеље се налази на надморској висини од 181 м.